# 小行星13700
小行星13700（13700 Connors）是一颗绕太阳运转的小行星，为主小行星带小行星。该小行星于1998年6月26日发现。

## 轨道参数
小行星13700的轨道半长轴为2.2044550 UA，离心率为0.197。